# Weiguang
Weiguang (kinesiska: 伟光, 伟光乡) är en socken i Kina. Den ligger i provinsen Heilongjiang, i den nordöstra delen av landet, omkring 500 kilometer öster om provinshuvudstaden Harbin. Antalet invånare är 5 872. Befolkningen består av 2 843 kvinnor och 3 029 män. Barn under 15 år utgör 14,0 %, vuxna 15-64 år 76 %, och äldre över 65 år 9,0 %.
Genomsnittlig årsnederbörd är 1 017 millimeter. Den regnigaste månaden är juli, med i genomsnitt 219 mm nederbörd, och den torraste är januari, med 12 mm nederbörd.